# Vườn sao băng (phim truyền hình 2001)
Vườn sao băng (tiếng Trung: 流星花園 (Lưu tinh hoa viên)/ Liúxīng Huāyuán) là bộ phim Đài Loan năm 2001 với các diễn viên nổi tiếng như Từ Hy Viên, Ngôn Thừa Húc, Châu Du Dân, Ngô Kiến Hào và Chu Hiếu Thiên. Phim dự theo tập truyện manga thuộc thể loại (tiếng Nhật Shōjo), Con nhà giàu (花より男子 Hana Yori Dango), được viết bởi Yoko Kamio.

## Nội dung
San Thái (Từ Hy Viên) là một cô gái xinh đẹp nhà nghèo, nghĩa khí. Cha mẹ của San Thái cố gắng dành dụm tiền cho cô vào học trong một ngôi trường dành cho cậu ấm cô chiêu của những gia đình thượng lưu. Với bản tính hay gánh vác và chống đối những chuyện bất công, ngay ngày đầu tiên đến trường San Thái đã đụng độ với bốn học sinh nam tự xưng danh là F4. Sau cuộc khai chiến của đôi bên, nhóm F4 không chịu thua vì đây là lần đầu tiên có học sinh trong trường dám chống lại họ và kế hoạch "trù dập" con nhỏ "khó ưa" San Thái bắt đầu được triển khai.

## Diễn viên[1]
- Từ Hy Viên trong vai Đổng Sam Thái (董杉菜)
- Ngôn Thừa Húc trong vai Đạo Minh Tự
- Châu Du Dân trong vai Hoa Trạch Loại
- Chu Hiếu Thiên trong vai Tây Môn
- Ngô Kiến Hào trong vai Mĩ Tác
- Tiền Vi Sam trong vai Đằng Đường Tĩnh
- Dương Thừa Lâm trong vai Tiểu Ưu
- Âu Định Hưng trong vai Trần Thanh Hòa
- Diệp An Đình trong vai Lý Chân
- Đổng Chí Thành trong vai bố của San Thái
- Vương Nguyệt trong vai mẹ của San Thái
- Từ Hoa Phượng trong vai Đạo Minh Trang (chị gái của Đạo Minh Tự)
- Chân Tú Trân trong vai Đạo Minh Phong (mẹ của Đạo Minh Tự)
- Đường Kì trong vai thím Ngọc
- Trương Nhược Trăn trong vai Thiên Huệ
- Trịnh Mĩ Đại trong vai Bách Hợp
- Lâm Tổ Ân trong vai Tiểu Thuận
- Kha Hoán Như trong vai Hà Nguyên Tư (Tiểu Tư)
- Khang Khải trong vai bố của Hà Nguyên Tư
- Lâm Bội Quân trong vai mẹ của Hà Nguyên Tư
- Chung Hán Lương trong vai A Tùng
- Hứa Vĩ Luân trong vai A Hương (bạn gái của A Tùng)
- Lý Kiệt Thánh trong vai Trung Trạch (bạn trai cũ của Tiểu Ưu)
- Thái Giai Hồng trong vai mẹ của Mĩ Tác
- Trương Quốc Trụ trong vai bố của Tây Môn
- Ứng Thải Linh trong vai mẹ của Tây Môn
- Lam Chính Long trong vai Á Môn